# Montauban-de-Bretagne (Montauban-de-Bretagne)
Montauban-de-Bretagne ist eine Stadt und eine ehemalige französische Gemeinde mit 5.932 Einwohnern (Stand: 1. Januar 2022) im Département Ille-et-Vilaine in der Region Bretagne. Sie gehörte zum Arrondissement Rennes und zum Kanton Montauban-de-Bretagne.
Mit Wirkung vom 1. Januar 2019 wurde die früheren Gemeinden Montauban-de-Bretagne und Saint-M’Hervon zur namensgleichen Commune nouvelle Montauban-de-Bretagne zusammengeschlossen und haben in der neuen Gemeinde den Status einer Commune déléguée.

## Geographie
Die Stadt liegt rund 30 Kilometer nordwestlich von Rennes und wird vom Fluss Garun durchquert. Sie liegt an der Bahnstrecke Paris–Brest und an der Route nationale 12, die beide Rennes und Brest (Finistère) miteinander verbinden. Im Ortsteil La Brohinière zweigten die Bahnstrecke Ploërmel–La Brohinière und Bahnstrecke La Brohinière–Dinan von der Ost-West-Achse ab.

## Geschichte
Unter dem Namen Saint-Eloi existiert Montauban bereits seit dem 8. Jahrhundert. Der Name wurde geändert, als der Grundherr Olivier auf einem Muschelkalkhügel eine Burg errichten ließ und sie „Mons Albanus“ (Weißer Berg) nannte. Die Herrschaft Montauban wurde im 12. Jahrhundert zu Grafschaft. Im 14. Jahrhundert nahm der Ort den Namen der Burg an. Später kam Montauban durch Heirat in den Besitz der Familie Rohan. 1995 wurde die Gemeinde (um sich vom südfranzösischen Montauban abzugrenzen) in Montauban-de-Bretagne umbenannt.

## Bevölkerungsentwicklung
| Jahr      | 1968  | 1975  | 1982  | 1990  | 1999  | 2006  |
| Einwohner | 3.024 | 3.310 | 3.759 | 3.883 | 4.042 | 4.369 |

## Sehenswürdigkeiten
Siehe auch: Liste der Monuments historiques in Montauban-de-Bretagne
- Château de Montauban, 11. Jahrhundert, Neubau 15. Jahrhundert; Monument historique[2]
- Kapelle Notre-Dame-de-Lannelou
- Die neugotische Pfarrkirche (1851)
- Der Forêt domaniale de Montauban, 530 Hektar

## Persönlichkeiten
- Jacques-Félix Jan de La Hamelinaye (1769–1861), General